# Abai Siat
Abai Siat is een bestuurslaag in het regentschap Dharmasraya van de provincie West-Sumatra, Indonesië. Abai Siat telt 4958 inwoners (volkstelling 2010).